# Лихопої
Лихопої та Лихопої-Башевські — козацько-старшинський, згодом — дворянський рід. Бере початок від Филона Лихопоя (2-га пол. 17 — поч. 18 ст.), кошового отамана Чортомлицької Січі (1688), посла Запорозької Січі до Москви (1689), опішнянського сотника Гадяцького полку (1697—1703). Від одного з правнуків родозасновника — канцеляриста Федора Гнатовича Лихопоя (2-га пол. 18 ст.) — походить гілка Лихопоїв-Башевських, до неї належав Семен Максимович Лихопой-Башевський (1847—1906), громадський діяч, гласний (депутат) Севастопольської міської думи.
Рід внесений до 2-ї та 3-ї частин Родовідної книги Полтавської губернії, а герб — до 11-ї частини «Общего гербовника дворянских родов Всероссийской империи».